# Preszlatince
Preszlatince (horvátul: Preslatinci) falu Horvátországban, Eszék-Baranya megyében. Közigazgatásilag Drenyéhez tartozik.

## Fekvése
Eszéktől légvonalban 35, közúton 54 km-re délnyugatra, Diakovártól légvonalban 9, közúton 12 km-re északnyugatra, községközpontjától 3 km-re délkeletre, Szlavónia középső részén, a Szlavóniai-síkság szélén, Kucsance és Galsinc között, a Karašica völgyében fekszik.

## Története
A drenyei plébánia historia domusa szerint a falu már a középkorban is létezett. Írásos forrás ezen a néven nem említi, de 1435-ben Hermánvára tartozékai között szerepel egy „Preznothynch” nevű birtok, a Garaiak birtokai között pedig 1506-ban említenek egy „Presthwotyncz” nevű települést, amely azonos lehet a mai településsel. A török 1536-ban szállta meg ezt a területet. A török uralom idején a környező településekhez hasonlóan feltehetően a diakovári szpáhiluk része volt. A török kiűzése után 1702-ben „Presznotincze” alakban lakosság nélkül említik.
Az első katonai felmérés térképén „Preszlatincze” néven található. Lipszky János 1808-ban Budán kiadott repertóriumában „Preszlatincze” néven szerepel. Nagy Lajos 1829-ben kiadott művében „Preslatincze” néven 48 házzal, 226 katolikus és 45 ortodox vallású lakossal találjuk. A 19. század második felében 1870 és 1890 között Bácskából német és magyar családok települtek be.
A településnek 1857-ben 260, 1910-ben 383 lakosa volt. Verőce vármegye Diakovári járásának része volt. Az 1910-es népszámlálás adatai szerint lakosságának 65%-a horvát, 23%-a magyar, 7%-a német, 3%-a szlovák, 2%-a szerb anyanyelvű volt. Az első világháború után 1918-ban az új szerb-horvát-szlovén állam, majd később (1929-ben) Jugoszlávia része lett. A partizánok 1944-ben elüldözték a német és magyar lakosságot, a helyükre a háború után horvátok települtek. 1991-től a független Horvátországhoz tartozik. 1991-ben lakosságának 99%-a horvát nemzetiségű volt. 2011-ben a falunak 160 lakosa volt.

## Lakossága
| Lakosság változása | Lakosság változása | Lakosság változása | Lakosság változása | Lakosság változása | Lakosság változása | Lakosság változása | Lakosság változása | Lakosság változása | Lakosság változása | Lakosság változása | Lakosság változása | Lakosság változása | Lakosság változása | Lakosság változása | Lakosság változása |
| ------------------ | ------------------ | ------------------ | ------------------ | ------------------ | ------------------ | ------------------ | ------------------ | ------------------ | ------------------ | ------------------ | ------------------ | ------------------ | ------------------ | ------------------ | ------------------ |
| 1857               | 1869               | 1880               | 1890               | 1900               | 1910               | 1921               | 1931               | 1948               | 1953               | 1961               | 1971               | 1981               | 1991               | 2001               | 2011               |
| 260                | 238                | 221                | 288                | 355                | 383                | 392                | 442                | 425                | 413                | 383                | 288                | 193                | 191                | 159                | 160                |

## Nevezetességei
Szent Márton tiszteletére szentelt római katolikus templomát 1933-ban építették. A drenyei plébánia filiája.

## Sport
Az NK „Slavonac” Preslatinci labdarúgóklubot 1978-ban alapították. A csapat a megyei 2. ligában szerepel.

## Egyesületek
DVD Preslatinci önkéntes tűzoltóegylet.